# Tarphius
Tarphius is een geslacht van kevers uit de familie somberkevers (Zopheridae).

## Soorten
Deze lijst is mogelijk niet compleet.
| - T. angusticollis - T. angustulus - T. azoricus - T. barbarae - T. besucheti - T. bhutanensis - T. brevicollis - T. camelus - T. canariensis - T. caudatus - T. chilensis | - T. cicatricosus - T. compactus - T. congestus - T. deformis - T. depressus - T. echinatus - T. elongatus - T. epinae - T. ericae - T. excisus - T. explicatus | - T. fernandezlopezi - T. formosus - T. fraudulentus - T. gibbulus - T. gigas - T. globosus - T. gomerae - T. huggerti - T. humerosus - T. inornatus - T. kiesenwetteri | - T. lauri - T. lowei - T. lutulentus - T. maroccanus - T. monstrosus - T. moyanus - T. nodosus - T. oromii - T. oulmesensis - T. palmensis - T. parallelus | - T. peruvianus - T. piniphilus - T. pomboi - T. quadratus - T. quadripunctata - T. rotundatus - T. rufonodulosus - T. rugosus - T. sculptipennis - T. serranoi - T. setosus | - T. simplex - T. stagosus - T. supranubis - T. sylvicola - T. tacorontinus - T. tenerifae - T. testudinalis - T. tornvalli - T. truncatus - T. wollastoni - T. zerchei |